# Кам'янська сільська рада (Савранський район)
Кам'янська сільська́ ра́да — колишня адміністративно-територіальна одиниця та орган місцевого самоврядування в Савранському районі Одеської області. Адміністративний центр — село Кам'яне.

## Загальні відомості
- Територія ради: 43,65 км²
- Населення ради: 1 425 осіб (станом на 2001 рік)
- Територією ради протікає річка Яланець

## Населені пункти
Сільській раді були підпорядковані населені пункти:
- с. Кам'яне

## Населення
Згідно з переписом УРСР 1989 року чисельність наявного населення села становила 1626 осіб, з яких 662 чоловіки та 964 жінки.
За переписом населення України 2001 року в селі мешкало 1365 осіб.

### Мова
Розподіл населення за рідною мовою за даними перепису 2001 року:
| Мова       | Відсоток |
| ---------- | -------- |
| українська | 96,49 %  |
| російська  | 1,96 %   |
| молдовська | 1,47 %   |
| болгарська | 0,07 %   |

## Склад ради
Рада складалася з 16 депутатів та голови.
- Голова ради:

### Керівний склад попередніх скликань
| Прізвище, ім'я, по батькові | Основні відомості                                                                     | Дата обрання | Дата звільнення |
| --------------------------- | ------------------------------------------------------------------------------------- | ------------ | --------------- |
| Химич Віктор Олексійович    | Сільський голова, 1975 року народження, член Всеукраїнського об'єднання «Батьківщина» | 26.03.2006   | 31.10.2010      |

Примітка: таблиця складена за даними сайту Верховної Ради України

### Депутати
За результатами місцевих виборів 2010 року депутатами ради стали:

#### За суб'єктами висування
| Суб'єкт висування                                       | Кількість обраних депутатів | %    |
| ------------------------------------------------------- | --------------------------- | ---- |
| Партія регіонів                                         | 9                           | 56,3 |
| Політична партія Всеукраїнське об'єднання «Батьківщина» | 6                           | 37,5 |
| Соціалістична партія України                            | 1                           | 6,3  |

#### За округами
| № округу                                                | Прізвище, ім'я, по батькові     | Дата визнання обраним | Освіта             | Партійна приналежність                        | Відомості про обраного депутата                                       |
| ------------------------------------------------------- | ------------------------------- | --------------------- | ------------------ | --------------------------------------------- | --------------------------------------------------------------------- |
| Партія регіонів                                         |                                 |                       |                    |                                               |                                                                       |
| 3                                                       | Коновал Андрій Іванович         | 03.11.2010            | середня            | член Партії регіонів                          | ТОВ ім. Кірова, механізатор                                           |
| 4                                                       | Замишляк Іван Андрійович        | 03.11.2010            | середня            | член Партії регіонів                          | ТОВ ім. Кірова, механізатор                                           |
| 5                                                       | Тоній Василь Васильович         | 03.11.2010            | середня            | член Партії регіонів                          | Савранський центр електрозв'язку, електромонтер                       |
| 8                                                       | Пашковський Ростислав Пилипович | 03.11.2010            | середня            | член Партії регіонів                          | пенсіонер                                                             |
| 11                                                      | Підгородецька Любов Миколаївна  | 03.11.2010            | вища               | позапартійна                                  | Кам'янська загальноосвітня школа І-ІІІ ст., директор                  |
| 12                                                      | Новікова Валентина Іванівна     | 03.11.2010            | вища               | позапартійна                                  | ТОВ ім. Кірова, головний бухгалтер                                    |
| 13                                                      | Сечко Ольга Василівна           | 03.11.2010            | середня спеціальна | позапартійна                                  | Кам'янська сільська рада, землевпорядник                              |
| 14                                                      | Довбня Юрій Анатолійович        | 03.11.2010            | середня            | позапартійний                                 | ТОВ ім. Кірова, бригадир тракторної бригади                           |
| 15                                                      | Третяк Наталія Василівна        | 03.11.2010            | вища               | позапартійна                                  | Кам'янська загальноосвітня школа І-ІІІ ст., вчитель початкових класів |
| Політична партія Всеукраїнське об'єднання «Батьківщина» |                                 |                       |                    |                                               |                                                                       |
| 2                                                       | Мезін Василь Сергійович         | 03.11.2010            | середня            | член Всеукраїнського об'єднання «Батьківщина» | ТОВ ім. Кірова, механізатор                                           |
| 6                                                       | Шевчук Віталія Володимирівна    | 03.11.2010            | середня спеціальна | член Всеукраїнського об'єднання «Батьківщина» | Кам'янська сільська рада, секретар                                    |
| 7                                                       | Жила Людмила Петрівна           | 03.11.2010            | середня            | член Всеукраїнського об'єднання «Батьківщина» | тимчасово не працює                                                   |
| 9                                                       | Липовецький Ігор Анатолійович   | 03.11.2010            | середня            | член Всеукраїнського об'єднання «Батьківщина» | приватний підприємець                                                 |
| 10                                                      | Жирун Сергій Григорович         | 03.11.2010            | середня            | член Всеукраїнського об'єднання «Батьківщина» | тимчасово не працює                                                   |
| 16                                                      | Сорочинськ Валентина Іванівна   | 03.11.2010            | середня            | член Всеукраїнського об'єднання «Батьківщина» | Кам'янський будинок культури, директор                                |
| Соціалістична партія України                            |                                 |                       |                    |                                               |                                                                       |
| 1                                                       | Теслюк Петро Володимирович      | 03.11.2010            | середня            | член Соціалістичної партії України            | тимчасово не працює                                                   |